# Siège de Bâmiyân
Invasion mongole de l'Empire khwarezmien
Le Siège de Bâmiyân (dari : محاصره بامیان) a eu lieu au printemps 1221 après J.-C. lors de l'invasion mongole de l'Empire khwarezmien.
Une armée dirigée par Gengis Khan, le souverain de l'Empire mongol, poursuit le sultan Jalal al-Din, dernier souverain de l'Empire khwarazmien, traverse l'Hindou Kouch et assiége la citadelle de Shahr-e-Gholghola, près de Bâmiyân, au nord-ouest de Kaboul, dans l'actuel Afghanistan[3]. Le siège prend fin suite à une attaque mongole dévastatrice qui laisse la ville en ruines.

## Situation avant le conflit
Gengis Khan envahit l'Empire khwarezmien pour venger le massacre des membres d'une caravane commerciale mongole par le gouverneur de la ville frontalière d'Otrar et le refus du Khwarezmchah Ala ad-Din Muhammad de punir ledit gouverneur pour son crime. Il passe la frontière du Khwarezm avec sous ses ordres une armée compétente, disciplinée et rompue au combat forte de 150 000 à 200 000 soldats, principalement des Mongols et des membres d'autres tribus alliées rompus à leur méthode de guerre,. Cette armée comprend également un corps d'ingénieurs chinois spécialisés dans les sièges de villes et autres places fortes. Gengis Khan est un chef charismatique, inélégant et expérimenté, secondé par ses fils Djötchi, Djaghataï, Ögedeï et Tolui, qui sont des généraux compétents. Il a également sous ses ordres de brillants généraux comme Djebé et Subötaï, qui utilisent des tactiques novatrices et savent s'adapter à la situation,.
De son côté, le Chah Muhammad a mobilisé une armée dont les effectifs sont estimés entre 200 000 et 400 000 hommes. Mais c'est une armée hétéroclite, ses soldats turcs sont indisciplinés et l'unité fait défaut entre les soldats turcs, iraniens, arabes et afghans de l'armée. La méfiance du Chah à l'égard de ses troupes et de ses commandants turcs Qanqli,, fait qu'il n'envisage de livrer bataille que dans des conditions favorables et avec une supériorité numérique sur ses adversaires. Il adopte une stratégie de défense en profondeur basée sur des villes fortifiées,,, et installe des garnisons de soldats vétérans dans différentes villes, dont Otrar, Boukhara, Banakat et Samarcande, comptant sur l'inexpérience des Mongols en matière de siège, et leur méconnaissance du terrain, pour retarder leur progression et lui donner l'occasion de livrer bataille au moment où il le décidera. Il prévoit de lever une nouvelle armée au-delà de l'Amou-Daria, près de Kelif, puis de frapper les Mongols en Transoxiane, ou de défendre la barrière de l'Amou-Daria en empêchant les Mongols de franchir le fleuve et, si nécessaire, de battre en retraite vers Ghazni, puis vers l'Inde.
Gengis Khan commence par assiéger Otrar avec toute son armée en septembre 1219. Après un certain temps, il divise son armée, envoyant un détachement sous les ordres de son fils aîné Djötchi vers le Syr-Daria, et un autre marcher sur Banakat. Laissant Djaghataï et Ögedeï maintenir le siège d'Otrar, Gengis Khan et Tolui traversent le Désert du Kyzylkoum pour attaquer Boukhara, qui tombe en février 1220, et Samarcande, qui est prise en mars 1220. Banakat est également occupée, tandis qu'Otrar tombe en avril 1220. Les armées mongoles de Banakat et d'Otrar rejoignent alors Gengis Khan près de Nasaf, où ils passent l'été 1220 à laisser se reposer l'armée et les chevaux. En avril 1220, Jochi a pris toutes les villes situées le long du Syr Darya, y compris Sighnaq et Jend, et établit son campement dans les steppes des Kipchak. À ce stade de la campagne, Gengis Khan envoie une armée de 30 000 à 40 000 hommes dirigée par Djebé et Subötaï, ainsi que son propre gendre Toghachar, pour traquer et trouver le Chah,.
En effet, la chute rapide de la Transoxiane décuple les inquiétudes du Chah Muhammad, qui commence à se replier vers l'ouest avec son fils Jalal ad-Din. Il s'arrête un temps à Nishapur, mais lorsque l'armée mongole commandée par Djebé et Subötaï franchit l'Amou-Daria, le chah traverse la Perse, puis échappe aux Mongols en faisant semblant de se diriger vers Bagdad, et finit par trouver refuge sur une île de la mer Caspienne, où il meurt en décembre 1220, après avoir désigné Jalal ad-Din comme son héritier.
Après la mort de son père, Jalal ad-Din se rend à Ourguentch, l'ancienne capitale de l'empire, mais il comprend vite que la noblesse lui est hostile, lui préférant son demi-frère Uzlaq-Shah. Lorsqu'il découvre l'existence d'un complot visant à le tuer, Jalal quitte la ville et se dirige vers le sud et traverse le désert de Karakum, dont il ressort à proximité de Nisa où il défait un détachement mongol. Pendant ce temps, deux importantes armées mongoles convergent vers Ourguentch : la première arrive depuis le nord-est et est commandée par Djötchi, tandis que la seconde arrive depuis le sud-est et sous les ordres de Djaghataï. La prise de la ville va prendre six mois aux Mongols, et pour y arriver, ils devront compter sur l'arrivée de renforts dirigés par Ögedeï pour y arriver. Dans le même temps, Gengis envoie son plus jeune fils, Tolui, conquérir la région du Khorassan. Ce dernier remplit sa mission rapidement, au prix d'importantes destructions : les villes de Merv, Nishapur sont détruites et leurs populations massacrées, tandis qu'Hérat ouvre ses portes aux Mongols et échappe à la destruction. Jalal ad-Din manque de peu d’être capturé à Nishapur, où il espérait lever une armée. Il échappe à ses poursuivants et parvient à atteindre Bost, où son oncle maternel Amin Malik le rejoint avec des renforts. Le Chah se rend ensuite à Ghazni, où de nombreux loyalistes khwarezmiens, dont des Karlouks, des Khalaj et des Turkmènes, le rejoignent.
Après plusieurs escarmouches entre Jalal ad-Din et des troupes mongoles dans la région, Gengis Khan envoie Shigi Qutuqu, qui occupe un poste de responsable de la justice auprès du Khan, à la poursuite du Chah, pendant qu'il soumet les dernières poches de résistances,.

## Déroulement du siège
Lorsque les troupes mongoles arrivent devant ses murs, la ville de Bâmiyân refuse de se rendre. Gengis Khan commence alors le siège de la cité, qui s'annonce long et compliqué, car elle est protégée par d'importantes fortifications. Mais ces murailles et la résistance acharnée des habitants ne découragent pas les Mongols, qui poursuivent le siège jusqu'au moment ou ils arrivent a ouvrir une brèche dans les fortifications et prennent la ville d'assaut. Mais pendant le siège, Mutukan, le fils aîné de Djaghataï et petit-fils bien-aimé de Gengis Khan, a été tué par une flèche tirée depuis les murs de la ville assiégée. Sa mort, associée aux pertes importantes subies par son armée, aurait incité le Khan à ordonner l'exécution des habitants de la ville et la destruction de celle-ci. L'ampleur des destructions vaut à la ville d'être appelée « la ville des douleurs » et « la ville des bruits (ou des cris) »,. Selon un autre récit du siège, ce serait la fille de Jalal al-Din qui aurait trahi la ville en révélant son entrée secrète aux Mongols.
Durant le siège, le Khan est informé de la défaite du général Mongol Qutuqu face aux troupes de Jalal ad-Din, lors de la bataille de Parwan,. Après la chute de la cité, il se lance à la poursuite de Jalal al-Din Mangburni; qu'il rejoint sur les rives de l'Indus, ou il lui inflige une défaite cinglante. Bâmiyân met du temps à se relever des destructions et des pertes liées au siége, et, selon les écrits d'un historien Persan, même des décennies plus tard, la ville est toujours dévastée.
Une croyance commune veut qu'après l'anéantissement de la population afghane locale, Gengis Khan ait repeuplé la région avec quelques soldats mongols et leurs esclaves, afin de repeupler la région tout en continuant sa campagne.
Depuis 2003, le site de l'ancienne ville de Bamyan est inscrit au patrimoine mondial de l'UNESCO